# Подлесновский сельский совет (Сумский район)
Подлесновский сельский совет (укр. Підліснівська сільська рада) — входит в состав
Сумского района
Сумской области
Украины.
Административный центр сельского совета находится в 
с. Подлесновка.

## Населённые пункты совета
- с. Подлесновка
- с. Белоусовка
- с. Миловидовка
- с. Новомихайловка
- с. Александровка
- с. Степное
- с. Червоный Кут

## Ликвидированные населённые пункты совета
- с. Любимое